# His First Long Trousers
Pour plus de détails, voir Fiche technique et Distribution.
His First Long Trousers est un film muet américain réalisé par Colin Campbell et sorti en 1911.

## Fiche technique
- Titre : His First Long Trousers
- Réalisation : Colin Campbell
- Producteur : William Selig
- Format : Noir et blanc — 35 mm — 1.33:1 — Muet
- Dates de sortie : 
  -  États-Unis : 3 novembre 1911

## Distribution
- Frank Weed
- Winifred Greenwood
- Adrienne Kroell
- Lillian Leighton
- George McDermott